# 一色地域文化広場

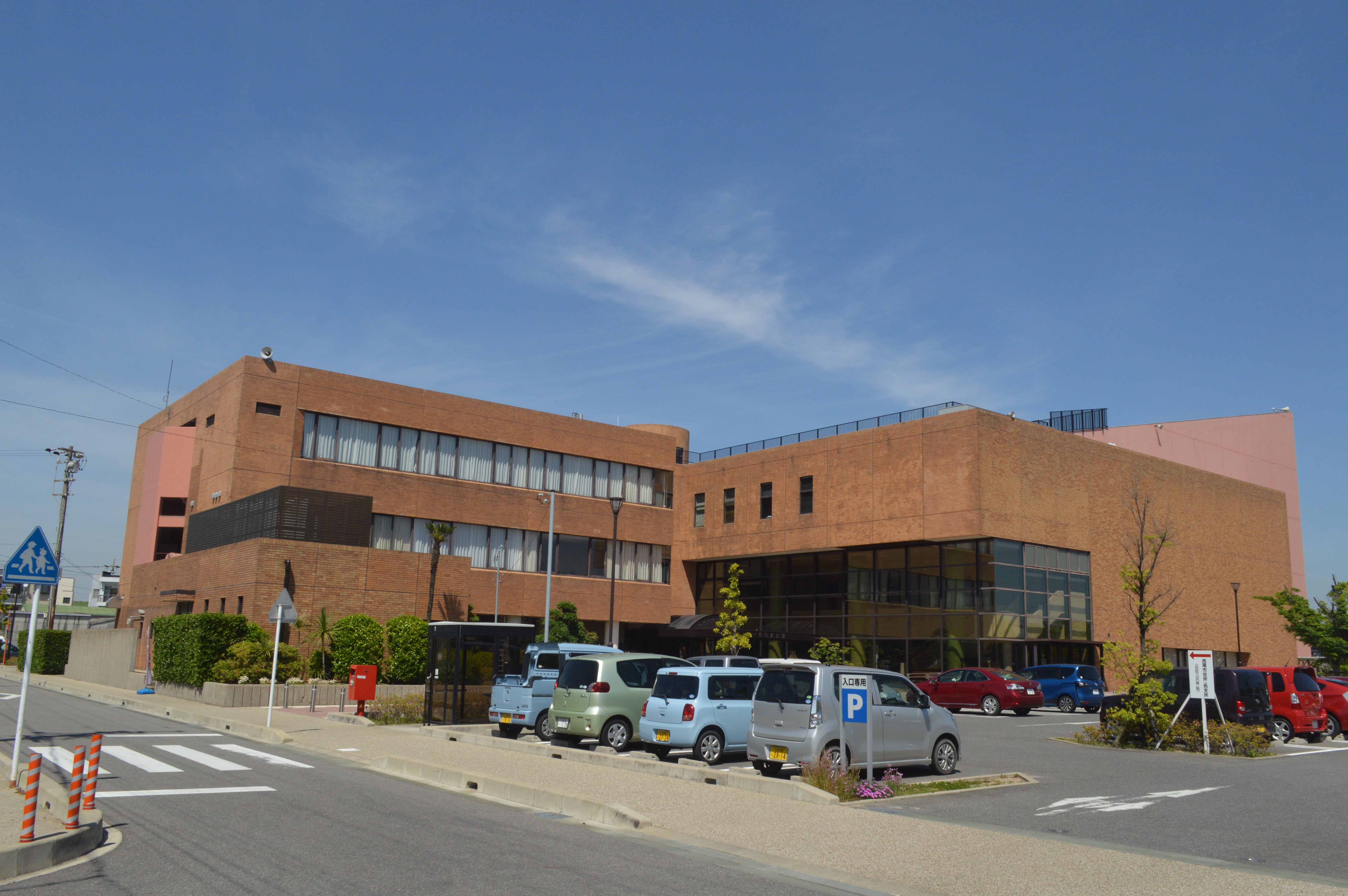
一色町公民館

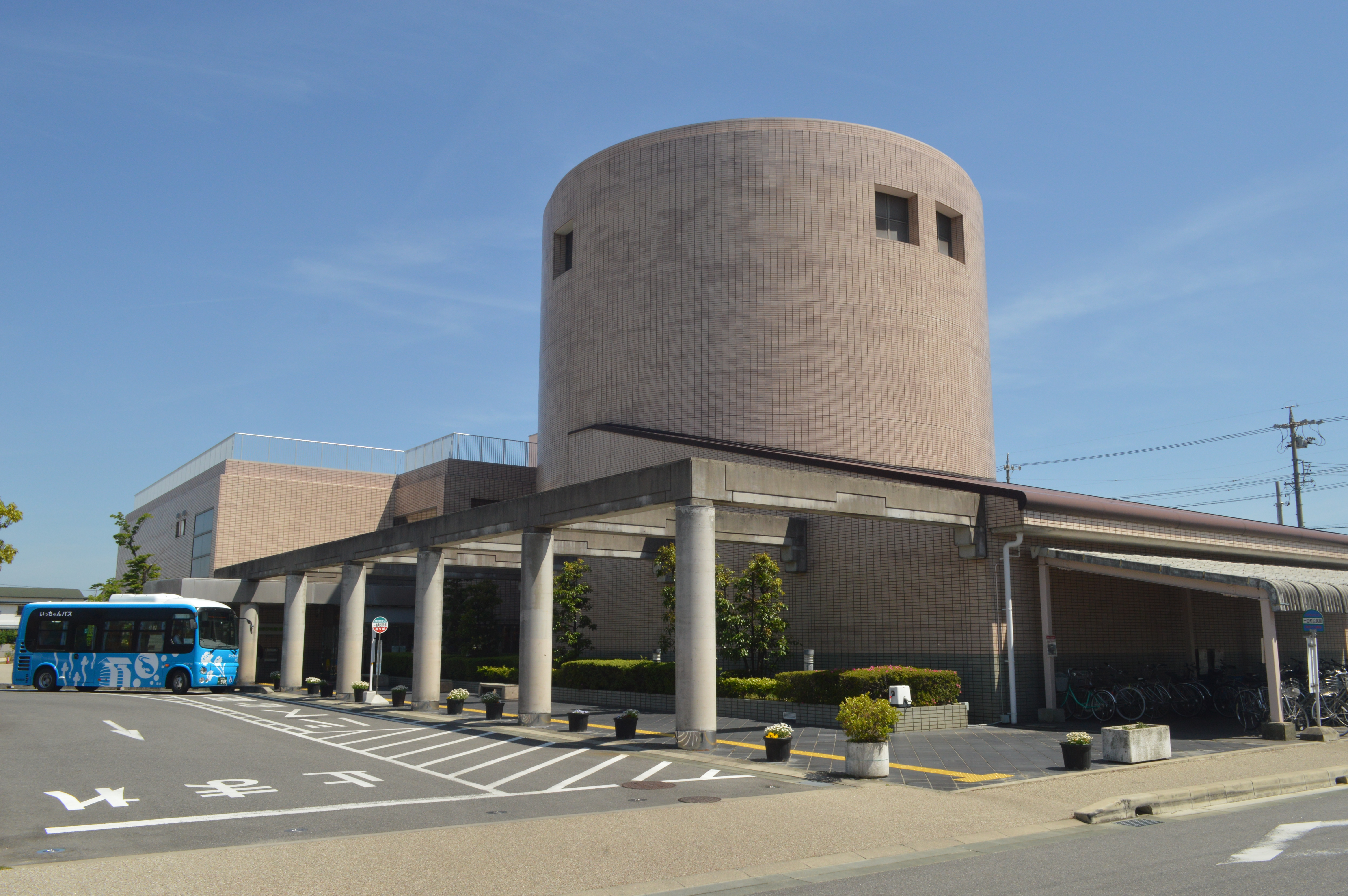
一色学びの館

一色地域文化広場（いっしきちいきぶんかひろば、英語: Isshiki Community Culture Plaza）は、愛知県西尾市一色町にある公共施設群。西尾市一色町公民館、西尾市子育て・多世代交流プラザ、西尾市立一色学びの館の3施設からなり、公民館・子育て支援センター・図書館・博物館などの機能を有している。株式会社エリアプラン西尾が指定管理者を務めている。

## 沿革
- 1981年（昭和56年）11月1日 - 一色町公民館（現在の西尾市一色町公民館）が開館。
- 1988年（昭和63年）11月8日 - 一色町生きがい健康センター（現在の西尾市子育て・多世代交流プラザ）と一色町学びの館（現在の西尾市立一色学びの館）が開館。

## 施設

### 一色町公民館
正式名称は西尾市一色町公民館・一色地域交流センター。1階には定員527人のカーネーションホール（多目的ホール）、2階には視聴覚室・音楽室・多目的ホール、コンベンションホール・研修室・和室・工作室・茶室がある。
- 所在地 - 愛知県西尾市一色町一色東前新田8
- 開館時間 - 8時30分～21時
- 休館日- 毎週月曜日・年末年始

### 子育て・多世代交流プラザ
正式名称は西尾市子育て・多世代交流プラザ。1階にはふれあいホールやキッチンスタジオ、2階には子育て支援センターいっしきやこどもアトリエなどがある。
- 所在地 - 愛知県西尾市一色町一色前新田195
- 開館時間 - 9時～19時
- 休館日- 毎週月曜日・年末年始

### 一色学びの館
正式名称は西尾市立一色学びの館。1階と2階の東側には西尾市立図書館分館がある。1階と2階の西側には三河一色大提灯まつりや鳥羽の火祭りを展示する資料館（展示館）がある。
- 所在地 - 愛知県西尾市一色町一色東前新田8
- 開館時間 - 9時～19時
- 休館日- 毎週月曜日・年末年始

### Cafeいろのわ
- 開店時間 - 9時～17時（冬季の平日は10時30分～16時）
- 定休日 - 毎週月曜日・年末年始

## アクセス
- 名鉄西尾線西尾駅から名鉄東部交通バスに乗車して「一色町公民館」下車すぐ。
- 名鉄三河線碧南駅または名鉄西尾線・蒲郡線吉良吉田駅からふれんどバスや一色地区コミュニティバスに乗車して「一色町公民館」下車すぐ。